# Black Rock (film)
Pour les articles homonymes, voir Black Rock.
Pour plus de détails, voir Fiche technique et Distribution.
Black Rock est un film américain réalisée par Katie Aselton sorti en 2013

## Synopsis
Sarah invite ses amis d'enfance Lou et Abby à revenir sur une île où elles ont séjourné ensemble dans leur jeunesse, dans l'espoir de réunir le groupe que la vie a maintenant séparée. Mais sur l’île, elles font la rencontre d’Henry, Derek et Alex, trois anciens soldats et chasseurs. Les deux groupes se connaissent et sont amis mais l'ambiance devient tendue après que les trois hommes racontent la façon déshonorante dont l'Armée les a libérés après avoir servi dans le Moyen Orient. Abby, attirée par Henry fait une promenade avec lui et ils finissent par s'embrasser. Henry devient plus entreprenant avec Abby qui se refuse à lui et qui lutte pour se libérer, Henry, agressif commence à la violer. Dans sa tentative désespérée pour s'échapper Abby tue accidentellement Henry. Fous de rage, Derek et Alex  commencent à pourchasser les trois femmes.

## Fiche technique
- Titre original : Black Rock
- Réalisation : Katie Aselton
- Scénario : Mark Duplass
- Musique : Ben Lovett
- Société de production : Submarine Entertainment
- Société de distribution : LD Entertainment
- Pays d'origine : États-Unis
- Lieu de tournage :
- Langue originale : anglais
- Genre : Horreur;Thriller
- Durée : 79 minutes
- Budget : 7 000 000 $
- Dates de sortie :  
  -  États-Unis : 12 janvier 2012 (Festival de Sundance); 17 mai 2013 (vidéo)

## Distribution
- Katie Aselton : Abby
- Lake Bell : Lou
- Kate Bosworth : Sarah
- Jay Paulson : Derek
- Will Bouvier : Henry
- Anslem Richardson : Alex
- Carl K. Aselton III : un pêcheur